# Pes ušatý
Pes ušatý (Otocyon megalotis) je africká šelma z čeledi psovitých. Své jméno získal díky svým velkým uším. Zvláštní je také stavbou chrupu, neboť ho má jiný než ostatní psi. Pes ušatý v Africe obývá tři izolované oblasti: východní část Somálska, střední Afriku od Etiopie po Kongo a oblast jižní Afriky na území JAR, Namibie a Botswany. Člověk však s tímto rozdělením druhu nemá nic společného, neboť k tomu došlo již před mnoha tisíciletími. Jeho početní stavy však stejně ubývají, neboť špatně snáší zásah člověka do krajiny, ale přesto stále je poměrně hojný.

## Rozměry
- Výška v kohoutku: 35–40 cm
- Délka těla: 50–60 cm
- Délka ocasu: 30–35 cm, samice má ještě delší

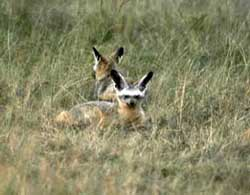
Psi ušatí

- Hmotnost: samci – 3–5 kg
- Délka života: v zajetí 13 let

## Vzhled
Pes ušatý má zpravidla žlutošedou srst na těle a tmavohnědou na koncích ušních boltců, tlap a ocasu. Nepřehlédnutelné jsou jeho velké uši, které jsou schopny zachytit i ten nejslabší zvuk. Díky nim si dobře udržuje stálou tělesnou teplotu, protože má oproti jiným živočichům stejné velikosti větší povrch těla. Má podobně jako ostatní psovité šelmy špičatý čenich, dlouhé nohy a huňatý ocas. Od ostatních se však liší jak ušima, tak i tím, že špatně vidí. Navíc má poměrně malé zuby, což je dáno jeho hlavní potravou. Zubů má 52, což je nejvíce ze šelem.

## Způsob života
Pes ušatý nejraději obývá africká suchá údolí a savany. Má rád krajinu, kde není tráva příliš vysoká, ale lze ho zahlédnout i v zarostlejších křovinách. Vyhrabává si hlubokou noru nebo si obsadí doupě cizího zvířete. Jeho doupě má mnoho vchodů a bývá i několik metrů hluboké. Svůj příbytek však používá jen jako úkryt před deštěm nebo v nouzi před nepřáteli, neboť většinou spí v úkrytech v křovinách nebo prázdných termitištích. V noci pak vyráží kontrolovat své teritorium a na svých pochůzkách si zároveň hledá potravu. Při svých toulkách se i přibližuje k lidem.
Tato psovitá šelma se od ostatních psů liší i jídelníčkem. Je jediným psem, jenž se živí hlavně hmyzem, který tvoří až 80 % jeho potravy. Nejraději má termity a pochutná si i na kobylkách a štírech, neboť je proti jejich jedu odolný. K lovu hmyzu má dobře uzpůsoben chrup: má až 8 stoliček na rozmělňování kořisti. Dále žere také med, některé ovocné plody, vejce ptáků a mláďata ptáků. Proto je považován za škodnou a zemědělci jej pronásledují.

## Rozmnožování
Pes ušatý žije v pevných partnerských vztazích. Asi po dvou měsících po páření se samice uchýlí do své nory a porodí 3 až 5 štěňat. Kojí je 4 až 15 týdnů podle toho, jak rychle rostou. Mláďata se však velmi rychle vyvíjejí a poprvé opouští noru už ve stáří 18 dnů. Při hrozbě nebezpečí jsou rodiči okamžitě odneseny zpět do nory. Mláďata se po narození podobají více šakalům, než svým rodičům, protože mají štíhlé tělo a dlouhé nohy. Mláďata se stanou soběstačnými zhruba ve věku 6 měsíců, ale ještě nějaký čas zůstávají s rodiči. Pohlavně dospívají po jednom roce nebo po dvou.

## Vztah psa ušatého s člověkem
Člověk vidí v psovi ušatém spíše škodnou, než roztomilého domácího mazlíčka. Člověk je tak pro psa ušatého druhým největším přirozeným nepřítelem, protože je loví pro jejich krásnou kožešinu. Domorodí Afričané si dokonce kromě jeho kůže cení i jeho masa. I když některé populace díky člověku trpí, v některých oblastech se paradoxně psům ušatým díky člověku velmi daří, protože ten přeměnil křovinatý les v pastvinu pro dobytek, kde lze nalézt bezpečné útočiště.

## Galerie

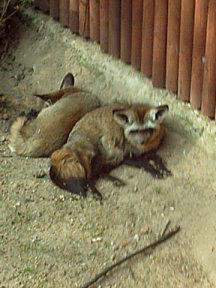
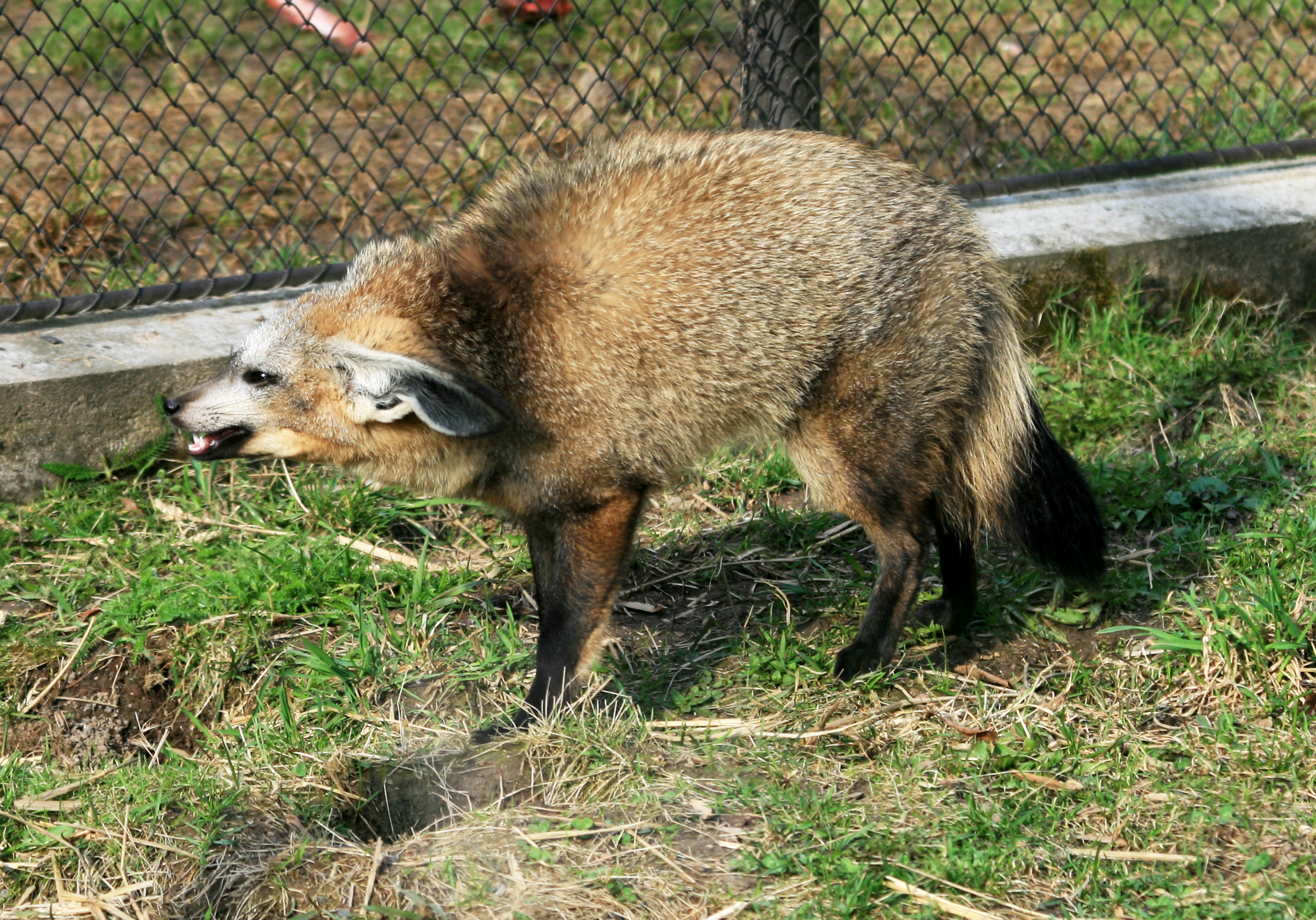
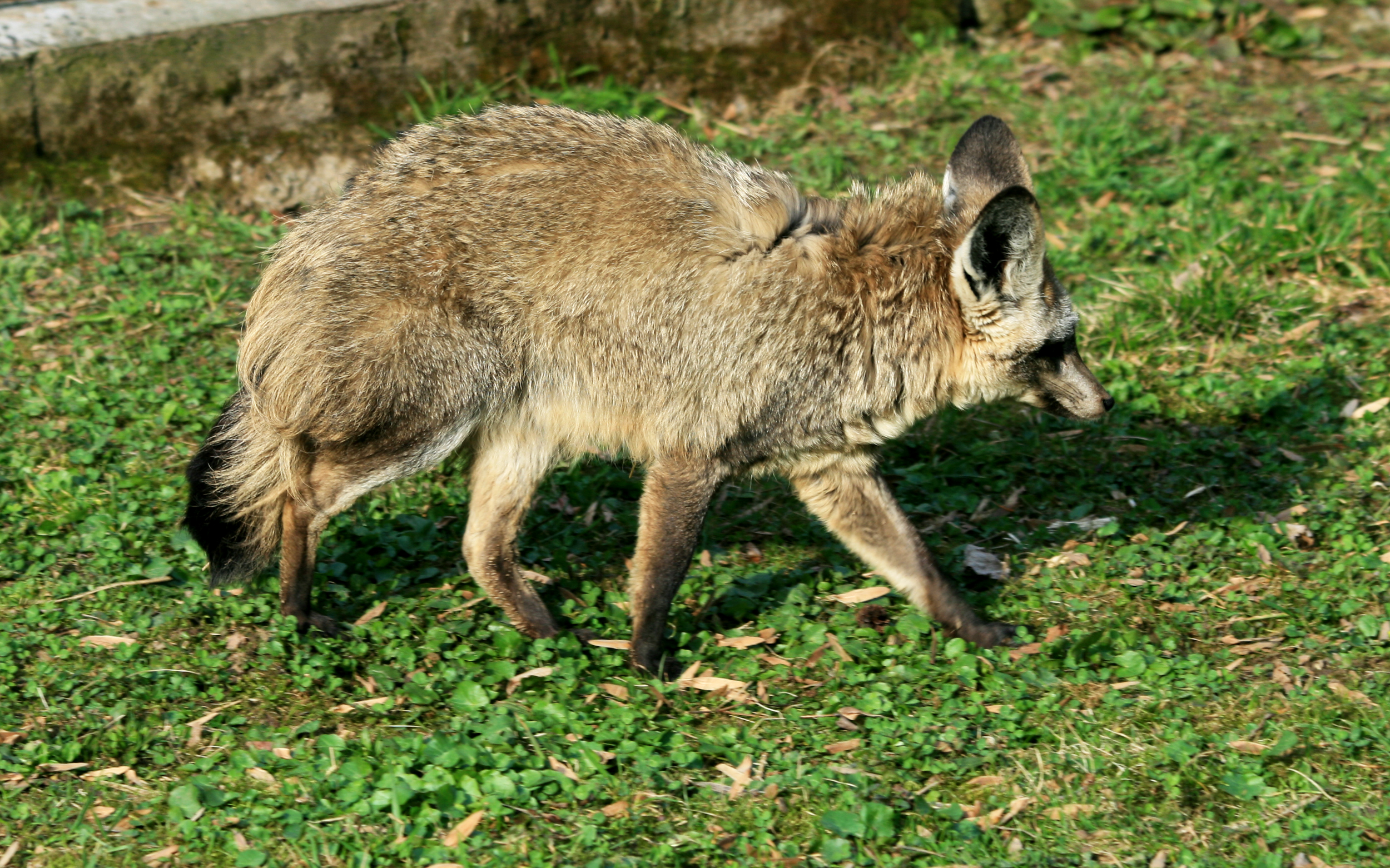
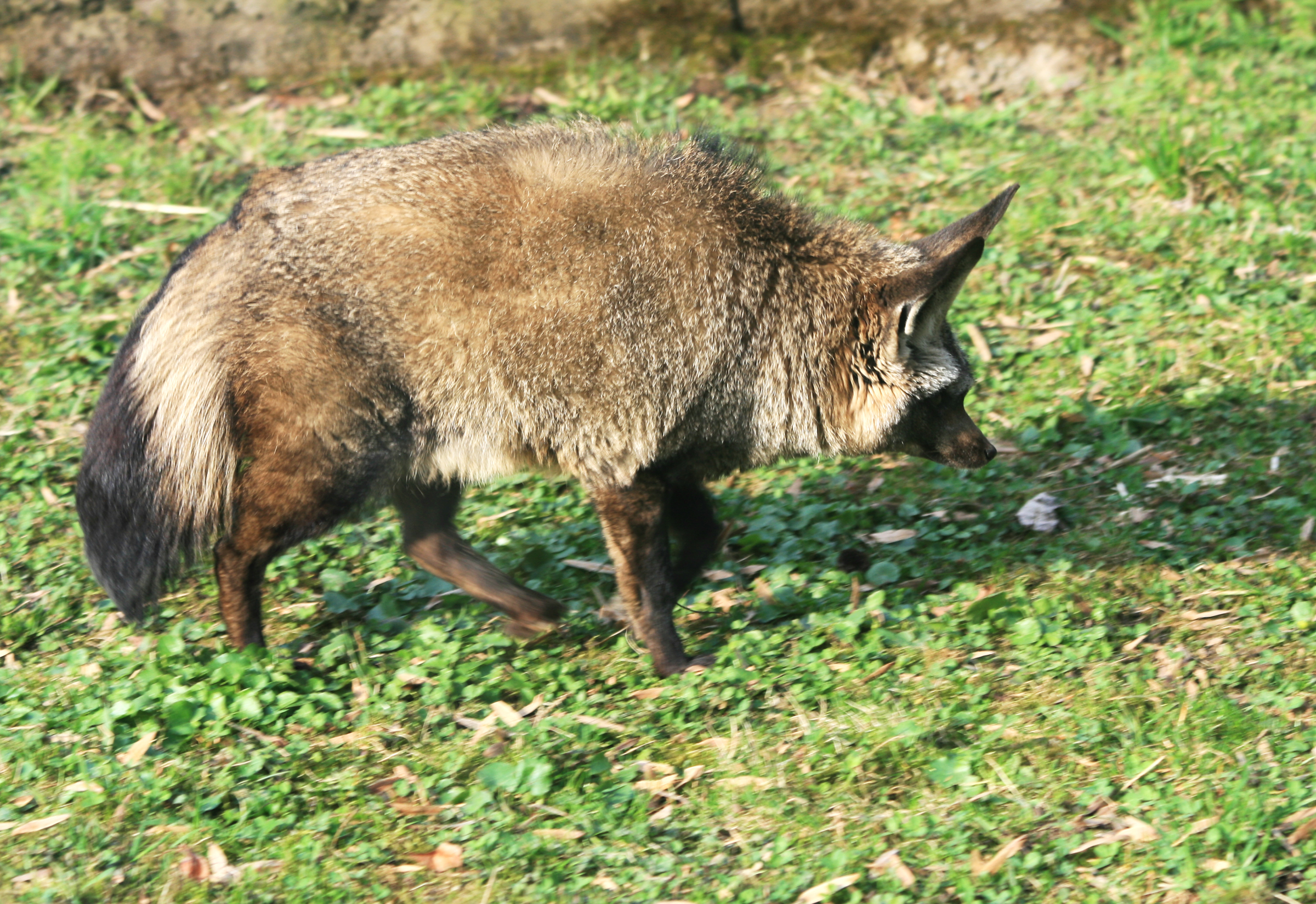
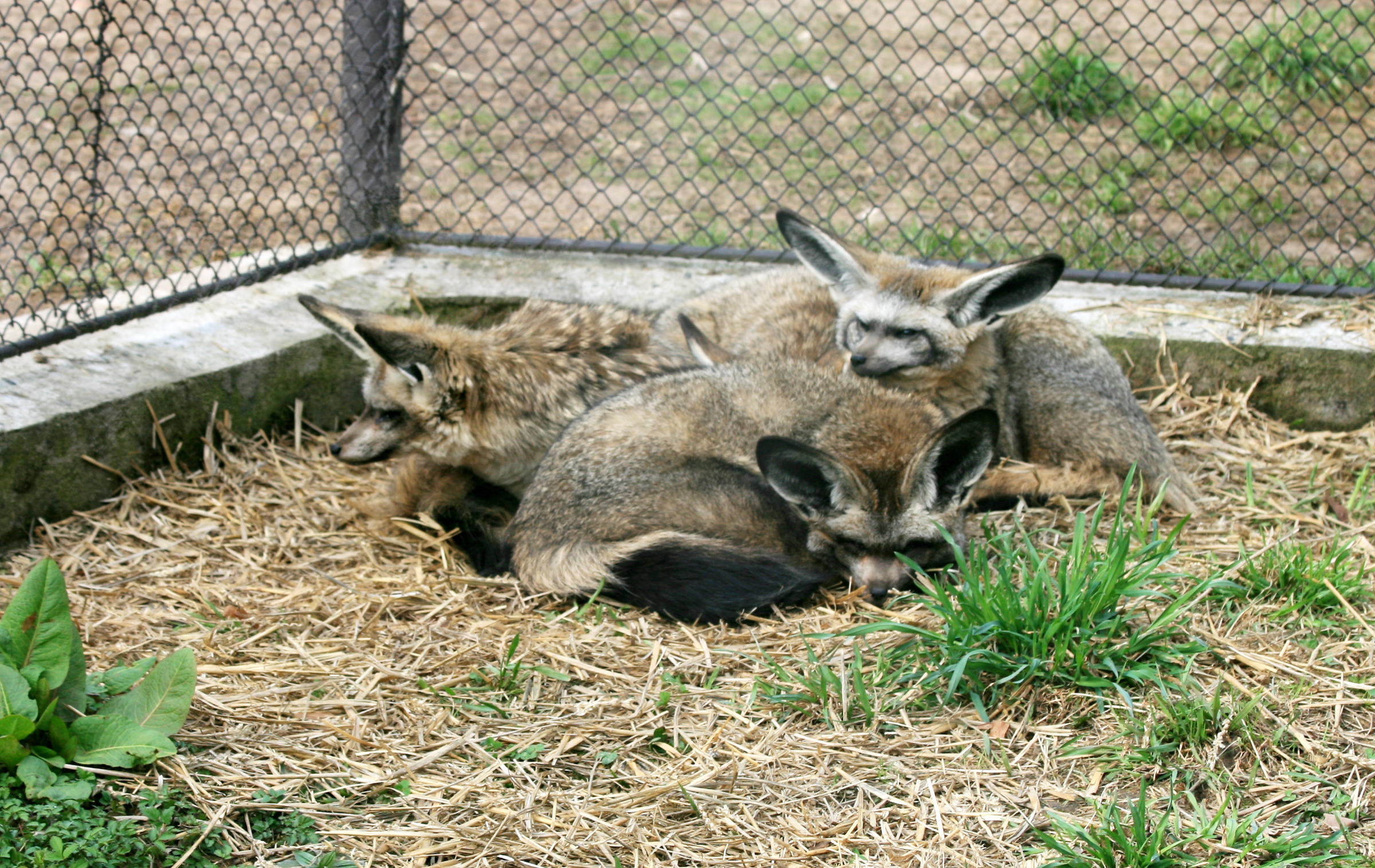